# Muara Timput
Muara Timput is een bestuurslaag in het regentschap Seluma van de provincie Bengkulu, Indonesië. Muara Timput telt 423 inwoners (volkstelling 2010).